# Bad Blood (Taylor Swift)
Bad Blood is een nummer van de Amerikaanse zangeres Taylor Swift van haar vijfde studioalbum 1989, dat in 2014 uitkwam. De versie samen met de Amerikaanse rapper Kendrick Lamar werd op 17 mei 2015 in de VS uitgebracht door Big Machine Records als de vierde single van Swifts album. De single verscheen een dag later in Nederland en België. Het nummer gaat over verraad van een beste vriend of vriendin.

## Achtergrondinformatie
Het nummer behaalde de nummer-1 positie in Australië, Canada, Israël, Nieuw-Zeeland, Schotland en de Verenigde Staten en werd daarmee het derde nummer van het album 1989 die een nummer-1 positie behaalde in de Billboard Hot 100. 

## Videoclip
De bijhorende videoclip is geregisseerd door Joseph Kahn en kwam uit op 17 mei 2015 tijdens de opening van de Billboard Music Awards. De volgende actrices en zangeressen hebben een rol gekregen in de videoclip van "Bad Blood":
- Serayah McNeill als Dilemma
- Gigi Hadid als Slay-Z
- Ellie Goulding als Destructa X
- Martha Hunt als Homeslice
- Hailee Steinfeld als The Trinity
- Cara Delevingne als Mother Chucker
- Zendaya als Cut-Throat
- Hayley Williams als The Crimson Curse
- Lily Aldridge als Frostbyte
- Karlie Kloss als Knockout
- Jessica Alba als Domino
- Mariska Hargitay als Justice
- Ellen Pompeo als Luna
- Cindy Crawford als Headmistress
- Selena Gomez als Arsyn

De videoclip werd acht keer genomineerd tijdens de MTV Video Music Awards in 2015 en won uiteindelijk twee prijzen. Ook won de videoclip een Grammy Award voor Best Music Video.

## Tracklijst
| Nr. | Titel                          | Duur |
| --- | ------------------------------ | ---- |
| 1.  | Bad Blood (met Kendrick Lamar) | 3:19 |

## Hitnoteringen

### Nederlandse Top 40
| Hitnotering: 27-06-2015 t/m 25-07-2015 | Hitnotering: 27-06-2015 t/m 25-07-2015 | Hitnotering: 27-06-2015 t/m 25-07-2015 | Hitnotering: 27-06-2015 t/m 25-07-2015 | Hitnotering: 27-06-2015 t/m 25-07-2015 | Hitnotering: 27-06-2015 t/m 25-07-2015 | Hitnotering: 27-06-2015 t/m 25-07-2015 |
| Week:                                  | 1                                      | 2                                      | 3                                      | 4                                      | 5                                      |                                        |
| -------------------------------------- | -------------------------------------- | -------------------------------------- | -------------------------------------- | -------------------------------------- | -------------------------------------- | -------------------------------------- |
| Positie:                               | 38                                     | 35                                     | 33                                     | 39                                     | 40                                     | uit                                    |

### 3FM Mega Top 50
| Hitnotering: 30-05-2015 t/m 08-08-2015 | Hitnotering: 30-05-2015 t/m 08-08-2015 | Hitnotering: 30-05-2015 t/m 08-08-2015 | Hitnotering: 30-05-2015 t/m 08-08-2015 | Hitnotering: 30-05-2015 t/m 08-08-2015 | Hitnotering: 30-05-2015 t/m 08-08-2015 | Hitnotering: 30-05-2015 t/m 08-08-2015 | Hitnotering: 30-05-2015 t/m 08-08-2015 | Hitnotering: 30-05-2015 t/m 08-08-2015 | Hitnotering: 30-05-2015 t/m 08-08-2015 | Hitnotering: 30-05-2015 t/m 08-08-2015 | Hitnotering: 30-05-2015 t/m 08-08-2015 | Hitnotering: 30-05-2015 t/m 08-08-2015 |
| Week:                                  | 1                                      | 2                                      | 3                                      | 4                                      | 5                                      | 6                                      | 7                                      | 8                                      | 9                                      | 10                                     | 11                                     |                                        |
| -------------------------------------- | -------------------------------------- | -------------------------------------- | -------------------------------------- | -------------------------------------- | -------------------------------------- | -------------------------------------- | -------------------------------------- | -------------------------------------- | -------------------------------------- | -------------------------------------- | -------------------------------------- | -------------------------------------- |
| Positie:                               | 36                                     | 35                                     | 30                                     | 29                                     | 25                                     | 25                                     | 33                                     | 36                                     | 49                                     | 49                                     | 47                                     | uit                                    |

### NPO Radio 2 Top 2000
Bad Blood stond in 2024 voor het eerst in de NPO Radio 2 Top 2000, op plek 1314.